# 盧蔡因

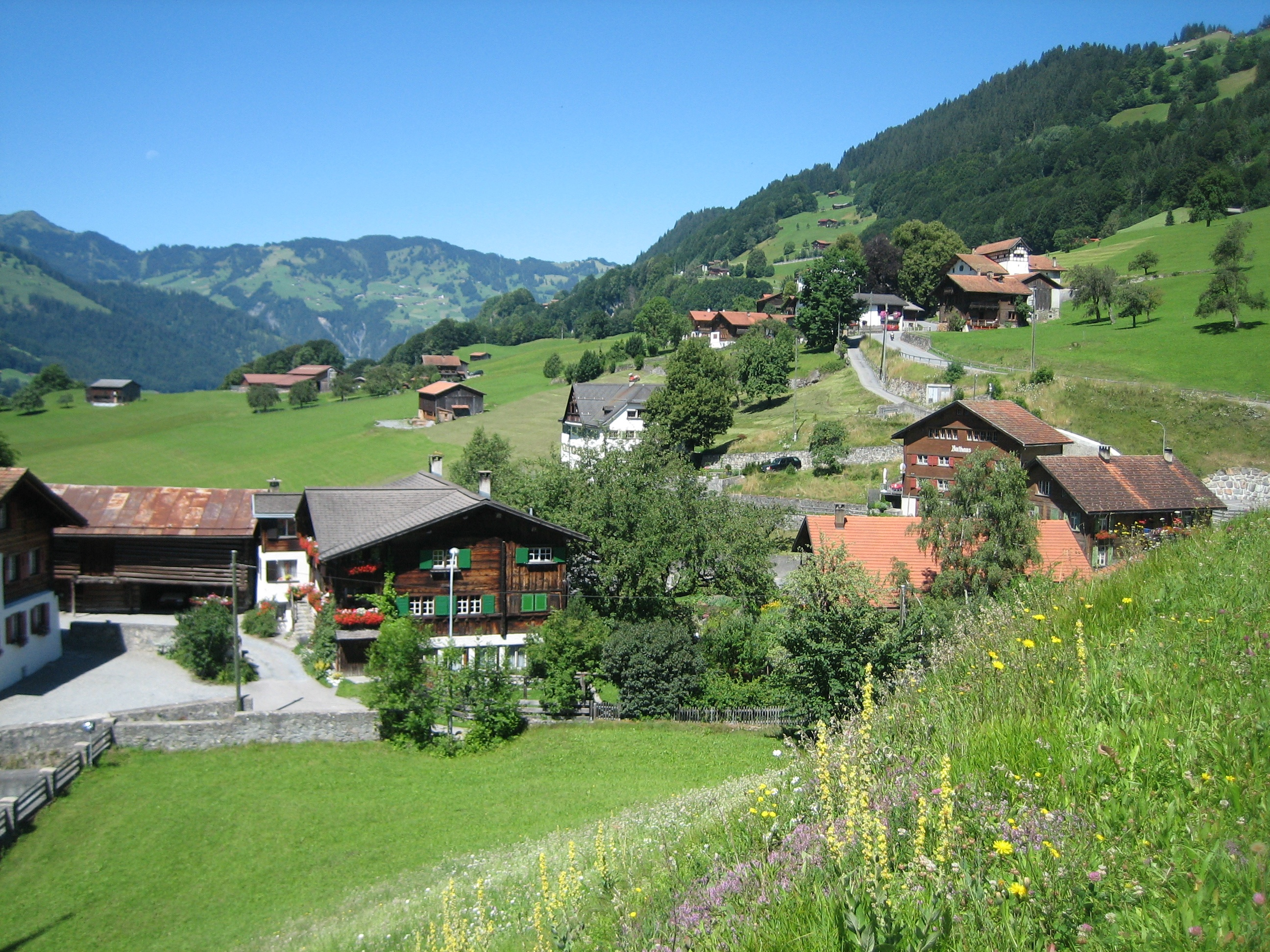

盧蔡因是瑞士的城鎮，位於該國東部，由格勞賓登州負責管轄，面積31.61平方公里，海拔高度958米，2011年人口1,191，八成居民信奉基督教，人口密度每平方公里38人。

## 外部連結
- Official Web site （德文）